# Ulla Henningsen
Ulla Henningsen (* 7. März 1951 in Kalundborg) ist eine dänische Theater- und  Filmschauspielerin sowie Jazz/Chanson-Sängerin.

## Leben
Ulla Henningsen wurde 1970 bis 1972 am Aarhus Teater ausgebildet und war dort bis 1977 als Theater-Schauspielerin tätig. Es folgten weitere Theater-Engagements, überwiegend in Kopenhagen. Ab 1978 kamen vermehrt Angebote für Filme und Serien. Ab 1979 spielte sie als Iben Skjern in der Fernsehserie Die Leute von Korsbaek mit.
1992 erschien ihr Debütalbum, eine Sammlung mit Liva-Weel-Liedern. 1995 nahm sie am Dansk Melodi Grand Prix teil, wo sie den dritten Platz erreichte.

## Filmografie (Auswahl)
- 1979–1981: Die Leute von Korsbaek (Matador, Fernsehserie, 14 Folgen)
- 1987: Jeg elsker dig
- 1987: Negerkys og labre larver
- 1987: Hip Hip Hurra
- 1988: Emmas Schatten (Skyggen af Emma)
- 1990: Dr. Dip (Fernsehserie, 5 Folgen)
- 1992: Call Me Liva (vierteiliger Fernsehfilm)
- 1995: Carmen & Babyface
- 2007: Daisy Diamond
- 2009: Der Pakt (Pagten, Fernsehserie, 2 Folgen)
- 2019: De frivillige

## Diskografie
- 1992: Kald Mig Liva
- 1996: The Man I Love
- 1999: Overgivelse
- 2007: Skønne Spildte Dage